# Лашамбр (Мозель)
Лашамбр (фр. Lachambre) — коммуна во французском департаменте Мозель региона Лотарингия. Относится к кантону Сент-Авольд-2.

## География
Лашамбр расположен в 330 км к востоку от Парижа и в 45 км к востоку от Меца. Город расположен в природном лесном массиве Варндт. В окрестностях протекают небольшие реки Лотербак, Мерленбак и Дорренбак, впадающие в Россель. Здесь проходит Лотарингский угольный бассейн, второй крупнейший во Франции.

## История
- Деревня основана в 1586 году герцогом Лотарингии Карлом III.
- Деревни бывшей провинции Лотарингия.

## Демография
По переписи 2011 года в коммуне проживало 805 человек.

## Достопримечательности
- Церковь Сен-Мартен (1751), в 1831—1833 годах построена колокольня.
- Часовня Ольбак, сооружена в 1751 году, перестроена в 1890 году, разрушена в 1940—1941 годах.